# Isländische Fußballnationalmannschaft (U-17-Juniorinnen)
Die isländische U-17-Fußballnationalmannschaft der Frauen repräsentiert Island im internationalen Frauenfußball. Die Nationalmannschaft untersteht dem Knattspyrnusamband Íslands und wird seit 10. September 2021 von Magnús Örn Helgason trainiert.
Die Mannschaft tritt bei der U-17-Europameisterschaft und (theoretisch) auch bei der U-17-Weltmeisterschaft für Island an. Bislang ist es dem Team jedoch nie gelungen, sich für eine WM-Endrunde zu qualifizieren. Den bislang größten Erfolg feierte die isländische U-17-Auswahl mit dem Einzug ins Halbfinale der Europameisterschaft 2011. Danach nahm Island nur 2015 ebenfalls an der Endrunde teil, war dort aber als Gastgeber automatisch qualifiziert und schied nach drei Niederlagen in der Vorrunde frühzeitig aus. Beim Nordic Cup erreichte die U-17-Mannschaft mit dem dritten Platz 2002 ihr bestes Ergebnis.

## Turnierbilanz

### Weltmeisterschaft
| Jahr   | Gastgeber           | Platzierung        |
| ------ | ------------------- | ------------------ |
| 2008   | Neuseeland          | nicht qualifiziert |
| 2010   | Trinidad und Tobago | nicht qualifiziert |
| 2012   | Aserbaidschan       | nicht qualifiziert |
| 2014   | Costa Rica          | nicht qualifiziert |
| 2016   | Jordanien           | nicht qualifiziert |
| 2018   | Uruguay             | nicht qualifiziert |
| 2021 1 | Indien 1            | – 1                |
| 2022   | Indien              | nicht qualifiziert |

### Europameisterschaft
| Jahr   | Gastgeber               | Platzierung        |
| ------ | ----------------------- | ------------------ |
| 2008   | Schweiz                 | nicht qualifiziert |
| 2009   | Schweiz                 | nicht qualifiziert |
| 2010   | Schweiz                 | nicht qualifiziert |
| 2011   | Schweiz                 | Halbfinale         |
| 2012   | Schweiz                 | nicht qualifiziert |
| 2013   | Schweiz                 | nicht qualifiziert |
| 2014   | England                 | nicht qualifiziert |
| 2015   | Island                  | Gruppenphase       |
| 2016   | Belarus                 | nicht qualifiziert |
| 2017   | Tschechien              | nicht qualifiziert |
| 2018   | Litauen                 | Gruppenphase       |
| 2019   | Bulgarien               | nicht qualifiziert |
| 2020 2 | Schweden 2              | – 2                |
| 2021 2 | Färöer 2                | – 2                |
| 2022   | Bosnien und Herzegowina | nicht qualifiziert |
| 2023   | Estland                 | Liga B             |

### Nordic Cup
| Jahr | Gastgeber   | Platzierung |
| ---- | ----------- | ----------- |
| 1998 | Dänemark    | 8. Platz    |
| 1999 | Niederlande | 6. Platz    |
| 2000 | Finnland    | 7. Platz    |
| 2001 | Norwegen    | 8. Platz    |
| 2002 | Island      | 3. Platz    |
| 2003 | Schweden    | 8. Platz    |
| 2004 | Dänemark    | 7. Platz    |
| 2005 | Norwegen    | 8. Platz    |
| 2006 | Finnland    | 6. Platz    |
| 2007 | Norwegen    | 8. Platz    |

## Rekordspielerinnen

### Rekordspielerinnen
| Einsätze | Name                             | Jahrgang |
| -------- | -------------------------------- | -------- |
| 17       | Alexandra Jóhannsdóttir          | 2000     |
| 16       | Guðný Árnadóttir                 | 2000     |
| 16       | Clara Sigurðardóttir             | 2002     |
| 15       | Telma Hjaltalín Þrastardóttir    | 1995     |
| 15       | Karólína Lea Vilhjálmsdóttir     | 2001     |
| 14       | Glódís Perla Viggósdóttir        | 1995     |
| 14       | Hlín Eiríksdóttir                | 2000     |
| 13       | Agla María Albertsdóttir         | 1999     |
| 13       | Caroline Jack                    | 2001     |
| 13       | María Catharína Ólafsdóttir Grós | 2003     |
| 13       | Þórhildur Þórhallsdóttir         | 2003     |
| 13       | Andrea Marý Sigurjónsdóttir      | 2003     |

(Stand: 1. September 2022)

### Rekordtorschützinnen
| Tore | Name                          | Vorlagen | Einsätze | Jahrgang |
| ---- | ----------------------------- | -------- | -------- | -------- |
| 12   | Aldís Kara Lúðvíksdóttir      | 2        | 8        | 1994     |
| 11   | Guðmunda Brynja Óladóttir     | 0        | 11       | 1994     |
| 10   | Berglind Björg Þorvaldsdóttir | 0        | 9        | 1992     |
| 9    | Hlín Eiríksdóttir             | 0        | 14       | 2000     |
| 7    | Karólína Lea Vilhjálmsdóttir  | 2        | 15       | 2001     |
| 7    | Guðrún Gyða Haralz            | 0        | 9        | 1999     |
| 6    | Clara Sigurðardóttir          | 3        | 16       | 2002     |
| 6    | Telma Hjaltalín Þrastardóttir | 0        | 15       | 1995     |

(Stand: 1. September 2022)